# Bruggen (Eurasburg)
Bruggen (bis 30. September 2010 Bruckner) ist ein Gemeindeteil von Eurasburg im oberbayerischen Landkreis Bad Tölz-Wolfratshausen. Das Dorf mit rund 50 Einwohnern liegt knapp drei Kilometer südlich von Eurasburg östlich der Loisach auf der Gemarkung Herrnhausen.